# Ţ

Ilustrace

Ţ (minuskule ţ) je písmeno latinky. Vyskytuje se v gagauzštině, jedné z abeced votštiny a kdysi se používalo i v rumunštině jako náhrada za písmeno Ț, se kterým je dnes někdy zaměňováno. Znak je složen z písmene T a cedilly.
Ve votštině se vyslovuje jako palatalizované t – [tʲ] – a jeho variantou v ostatních pravopisech je ť.
V Unicode mají písmena Ţ a ţ tyto kódy:
- Ţ: U+0162
- ţ: U+0163